# Verdrag van Waitangi

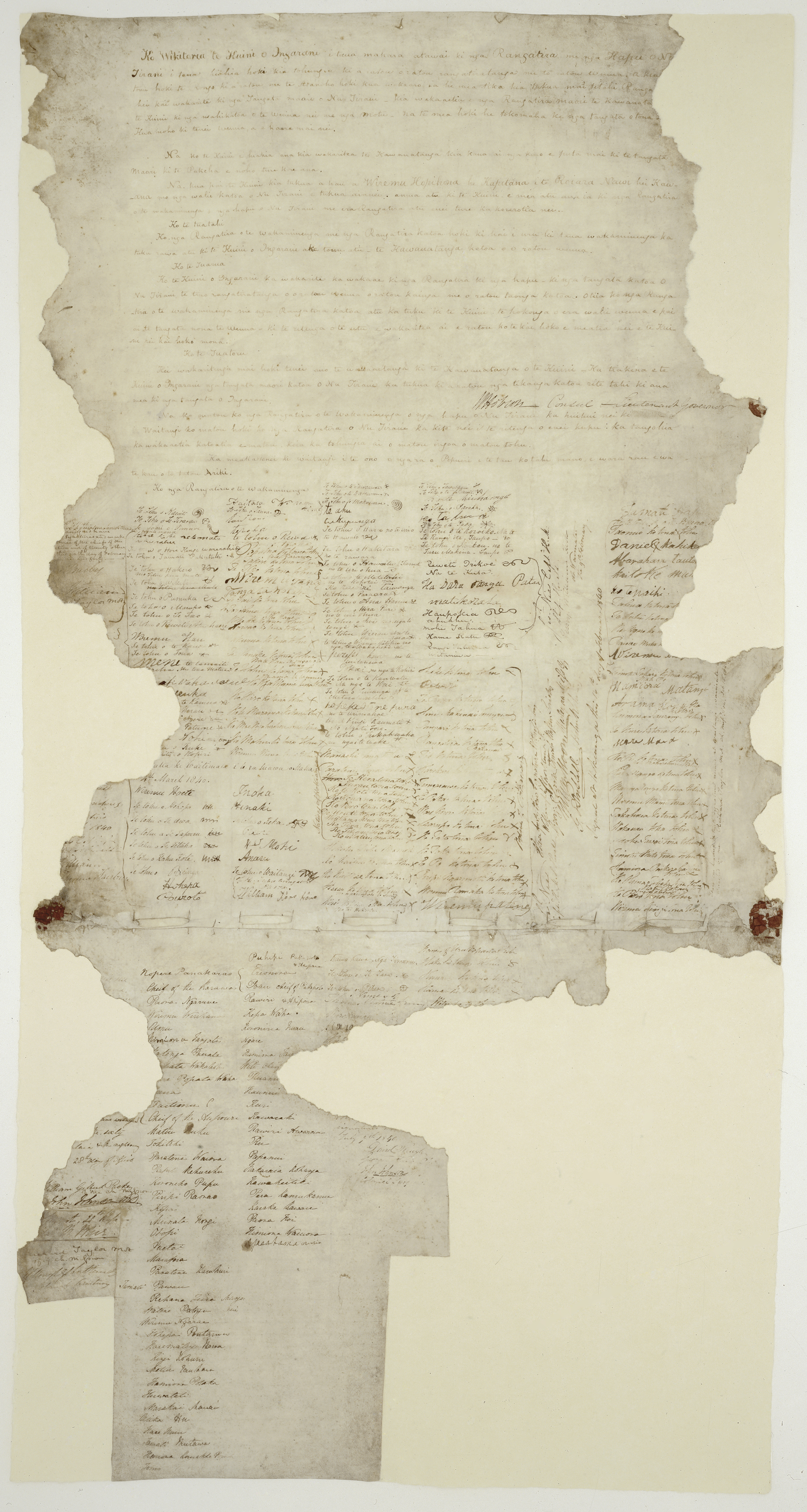
Kopie van het Verdrag van Waitangi

Het Verdrag van Waitangi (Engels: Treaty of Waitangi, Maori: Tiriti o Waitangi) was een verdrag getekend op 6 februari 1840 tussen vertegenwoordigers van het Britse rijk en enkele Maori-stamhoofden. Dit verdrag was nodig omdat er een stroeve verhouding was tussen beide groepen met betrekking tot onder andere de verdeling van land.
Na het tekenen van dit verdrag werd Nieuw-Zeeland een zelfstandige Britse kolonie en waren er afspraken over de verdeling van het land. De Maori gaven koningin Victoria (en dus het Britse rijk) het exclusieve recht om land te kopen in ruil voor privileges. De Maori werd een ongestoord bezit van hun land, wouden en wateren gegarandeerd. De Maori dachten dat heel Nieuw-Zeeland aan hen toebehoorde, maar de Britten bepaalden dat dit alleen gold voor de gebieden die al door de Maori bewerkt of bebouwd werden. Dit misverstand kon ontstaan doordat er twee verschillende versies van het verdrag bestonden, één in het Engels en één in het Maori. Tot op de dag van vandaag zijn hier nog meningsverschillen over.
In de eerste jaren na het tekenen van het verdrag leidde het verschil van inzicht tussen de Maori en de blanke kolonisten – de Pakeha in de Maori-taal – tot enkele losstaande conflicten, maar in 1860 kwam het tot de Landoorlogen of Maori-oorlogen. Deze begonnen in Taranaki. Aanleiding was de verkoop van land aan de Britse regering door een stamhoofd van de Te Ati Awa-stam die zonder toestemming van zijn onderdanen handelde. Toen de stam de transactie niet erkende en de Britse nederzetting in brand stak, nam de regering wraak en stuurde 10.000 man om het land met geweld in te nemen. De meeste stammen op het Noordereiland reageerden door de Te Ati Awa te steunen, waardoor het conflict enorm groeide.

## Verdragstekst

### Preambule
| Engels | Vertaling |
| --- | --- |
| HER MAJESTY VICTORIA Queen of the United Kingdom of Great Britain and Ireland regarding with Her Royal Favor the Native Chiefs and Tribes of New Zealand and anxious to protect their just Rights and Property and to secure to them the enjoyment of Peace and Good Order has deemed it necessary in consequence of the great number of Her Majesty's Subjects who have already settled in New Zealand and the rapid extension of Emigration both from Europe and Australia which is still in progress to constitute and appoint a functionary properly authorised to treat with the Aborigines of New Zealand for the recognition of Her Majesty's Sovereign authority over the whole or any part of those islands – Her Majesty therefore being desirous to establish a settled form of Civil Government with a view to avert the evil consequences which must result from the absence of the necessary Laws and Institutions alike to the native population and to Her subjects has been graciously pleased to empower and to authorise me William Hobson a Captain in Her Majesty's Royal Navy Consul and Lieutenant-Governor of such parts of New Zealand as may be or hereafter shall be ceded to her Majesty to invite the confederated and independent Chiefs of New Zealand to concur in the following Articles and Conditions. | HARE MAJESTEIT VICTORIA Koningin van het Verenigd Koninkrijk van Groot-Brittannië en Ierland met betrekking tot met haar Koninklijke gunst de oorspronkelijke stamhoofden en stammen van Nieuw-Zeeland en uit angst om hun rechtvaardige rechten en eigendom te beschermen en om hen het plezier van vrede en goede orde te verzekeren, heeft het geacht noodzakelijk als gevolg van het grote aantal Hare Majesteitssubjecten die zich al in Nieuw-Zeeland hebben gevestigd en de snelle uitbreiding van de emigratie uit zowel Europa als Australië, die nog steeds bezig is om een functionaris te vormen en te benoemen die behoorlijk gemachtigd is om met de Aborigines van Nieuw-Zeeland te behandelen voor de erkenning van de soevereine autoriteit van Hare Majesteit over het geheel of een deel van deze eilanden - Hare Majesteit dan ook verlangend om een vaste vorm van Burgerlijke Regering te vestigen met het oog op het voorkomen van de kwade gevolgen die moeten voortvloeien uit het ontbreken van de nodige Wetten en Zowel instituties voor de autochtone bevolking als voor haar onderdanen zijn genadig verheugd om te autoriseren en te autoriseren maak me kenbaar William Hobson een kapitein in de Koninklijke marine van de Koninklijke Marine Consul en luitenant-gouverneur van dergelijke delen van Nieuw-Zeeland zal, indien mogelijk of hierna, worden overgedragen aan Hare Majesteit om de geconfedereerde en onafhankelijke hoofden van Nieuw-Zeeland uit te nodigen in de volgende artikelen en Voorwaarden. |

### Eerste Artikel
| Engels | Vertaling |
| --- | --- |
| The Chiefs of the Confederation of the United Tribes of New Zealand and the separate and independent Chiefs who have not become members of the Confederation cede to Her Majesty the Queen of England absolutely and without reservation all the rights and powers of Sovereignty which the said Confederation or Individual Chiefs respectively exercise or possess, or may be supposed to exercise or to possess over their respective Territories as the sole sovereigns thereof. | De Chiefs van de Confederatie van de Verenigde Stammen van Nieuw-Zeeland en de afzonderlijke en onafhankelijke Chiefs die geen lid van de Confederatie zijn geworden, geven aan Hare Majesteit de Koningin van Engeland absoluut en zonder voorbehoud alle rechten en bevoegdheden van Soevereiniteit over die genoemde Confederatie of Individuele Chiefs oefenen respectievelijk oefenen of bezitten, of mogen verondersteld worden om hun respectieve Gebieden uit te oefenen of te bezitten als de enige soevereinen daarvan. |

### Tweede Artikel
| Engels | Vertaling |
| --- | --- |
| Her Majesty the Queen of England confirms and guarantees to the Chiefs and Tribes of New Zealand and to the respective families and individuals thereof the full exclusive and undisturbed possession of their Lands and Estates Forests Fisheries and other properties which they may collectively or individually possess so long as it is their wish and desire to retain the same in their possession; but the Chiefs of the United Tribes and the individual Chiefs yield to Her Majesty the exclusive right of Preemption over such lands as the proprietors thereof may be disposed to alienate at such prices as may be agreed upon between the respective Proprietors and persons appointed by Her Majesty to treat with them in that behalf. | Hare Majesteit de Koningin van Engeland bevestigt en garandeert aan de Stamhoofden en Stammen van Nieuw-Zeeland en aan de respectieve families en individuen daarvan het volledige exclusieve en ongestoorde bezit van hun Land en Staatsbosbeheer Visserij en andere eigenschappen die zij gezamenlijk of individueel zo lang bezitten omdat het hun wens en wens is om hetzelfde in hun bezit te behouden; maar de Chefs van de Verenigde Stammen en de individuele Stamhoofden geven aan Hare Majesteit het exclusieve recht op Voorbehoud over zulke landen als de eigenaars ervan bereid kunnen zijn om te vervreemden tegen zodanige prijzen als overeengekomen tussen de respectieve Eigenaren en personen benoemd door Hare Majesteit om namens hen te behandelen. |

### Derde Artikel
| Engels | Vertaling |
| --- | --- |
| In consideration thereof Her Majesty the Queen of England extends to the Natives of New Zealand Her royal protection and imparts to them all the Rights and Privileges of British Subjects. (signed) William Hobson, Lieutenant-Governor. Now therefore We the Chiefs of the Confederation of the United Tribes of New Zealand being assembled in Congress at Victoria in Waitangi and We the Separate and Independent Chiefs of New Zealand claiming authority over the Tribes and Territories which are specified after our respective names, having been made fully to understand the Provisions of the foregoing Treaty, accept and enter into the same in the full spirit and meaning thereof in witness of which we have attached our signatures or marks at the places and the dates respectively specified. Done at Waitangi this Sixth day of February in the year of Our Lord one thousand eight hundred and forty. | In overweging daarvan breidt Hare Majesteit de Koningin van Engeland zich uit tot de Inwoners van Nieuw-Zeeland. Haar koninklijke bescherming en verleent hun alle rechten en privileges van Britse onderdanen. (getekend) William Hobson, luitenant-gouverneur. Nu daarom zijn Wij, de Chiefs van de Confederatie van de Verenigde Stammen van Nieuw-Zeeland, bijeengekomen in het Congres in Victoria in Waitangi en Wij, de Afzonderlijke en Onafhankelijke Chiefs van Nieuw-Zeeland, die gezag claimen over de Stammen en Gebieden die zijn gespecificeerd naar onze respectieve namen, te zijn geweest de bepalingen van het voorgaande Verdrag ten volle begrijpen, deze aanvaarden en aanvaarden in de volle geest en betekenis daarvan, waarvan wij onze handtekeningen of merken hebben bevestigd op de plaatsen en de respectieve datums. Gedaan te Waitangi op deze zesde februari in het jaar van Onze-Lieve-Heer, duizend achthonderd veertig. |

- Library of Congress Control Number: no89018088
- Nationale Bibliotheek van Tsjechië: unn2009522025
- Nationale Bibliotheek van Israël: 987007588649105171
- Museum of New Zealand Te Papa Tongarewa: 31791
- Virtual International Authority File: 176396290